# Willem van Coudenberghe

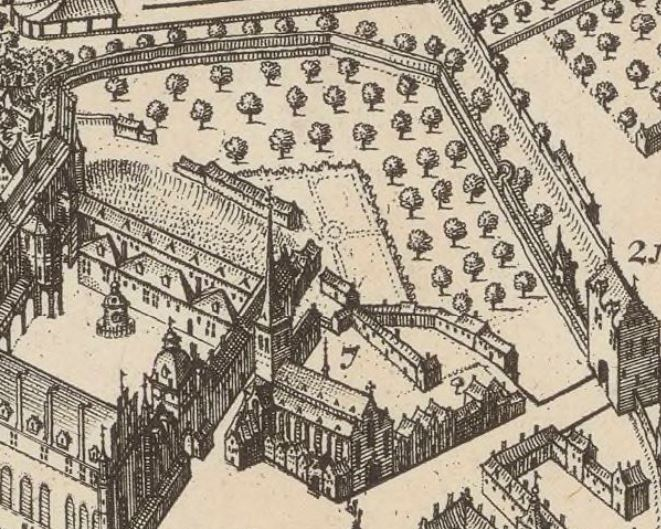
Sint-Jacobsabdij van de Coudenberg (Brussel), naast het Coudenbergpaleis

Willem van Coudenberghe (eind 14e eeuw – circa 1406) was bisschop van Doornik (1384-1393; 1399-1399), bisschop van Bazel (1393-1399) en hulpbisschop van Londen (1394-circa 1406).

## Levensloop
Willems familie leefde in Gent, hoofdstad van het graafschap Vlaanderen. Eenmaal geestelijke verbleef hij in de Sint-Jacobsabdij van de Coudenberg (Latijn: de Frigido Monte) in Brussel in het hertogdom Brabant.
Hij genoot de steun van koning Richard II van Engeland. Deze vorst bezorgde hem de bisschopsbenoeming in Doornik, wat destijds het belangrijkste bisdom was in het graafschap Vlaanderen. Hij was er bisschop van 1384 tot 1393.
Paus Bonifatius IX benoemde Willem vervolgens, in 1393, tot bisschop van Bazel, maar dat zag het kapittel van Bazel niet zitten. Het kapittel had zijn eigen kandidaat: Konrad München von Landskron. Deze besteeg de bisschopstroon van Bazel (1393-1395). Willem heeft nooit een voet in Bazel gezet. De bisschopsbenoeming in Bazel bestond enkel op papier. Hij huisde meer een meer aan het koninklijk hof in Londen. Hij was hulpbisschop in Londen. Op 17 maart 1399 werd een akkoord gesloten tussen de paus en het kapittel van Bazel: Willem werd opnieuw bisschop van Doornik, doch hij verbleef verder in Londen. 